# Thiết Lĩnh
Thiết Lĩnh (giản thể: 铁岭市; phồn thể: 鐵嶺市; bính âm: Tiělǐng Shì, Hán-Việt: Thiết Lĩnh thị) là một địa cấp thị của tỉnh Liêu Ninh, Trung Quốc. Thành phố này có diện tích 12.966 km², dân số năm 2020 là 2.388.294 người, trong đó 459.985 người sống trong vùng nội thành.

## Phân chia hành chính
Thiết Lĩnh có 7 đơn vị hành chính cấp huyện gồm 2 quận, 3 huyện và 2 thành phố cấp huyện:
- Quận: Ngân Châu (银州区), Thanh Hà (清河区)
- Huyện: Thiết Lĩnh (铁岭县), Xương Đồ (昌图县), Tây Phong (西丰县)
- Thành phố cấp huyện: Điệu Binh Sơn (调兵山市), Khai Nguyên (开原市)